# Musical.ly
Musical.ly foi uma aplicação de rede social para criação de vídeos, mensagens e transmissão ao vivo. O primeiro protótipo foi lançado em abril de 2014, e a versão oficial foi lançada em agosto de 2016. Através da aplicação, os utilizadores podem criar vídeos de 15 segundos a 1 minuto e escolher faixas de som para acompanhá-los, usar diferentes opções de velocidade e adicionar filtros pré-definidos.
Em julho de 2015, o Musical.ly chegou à posição número 1 na App Store, tornando-se a aplicação gratuita com mais downloads em mais de 30 países, incluindo os Estados Unidos, Canadá, Reino Unido, Alemanha, Brasil, Filipinas e Japão. Em julho de 2016, a Musical.ly chegou a 90 milhões de downloads, com mais de 12 milhões de novos vídeos postados todos os dias. A Musical.ly está sediada em Xangai, China e tem escritórios em San Francisco, Califórnia.
Em 2017, o mesmo foi vendido para a empresa Bytedance Technology por US$ 800 milhões, que em 2018 anunciou seu encerramento. Os perfis do Musical.ly foram movidos automaticamente para outro aplicativo, o TikTok.

## História
A Musical.ly, Inc. foi fundada por Alex Zhu e Luyu Yang. Zhu e Yang tinham o objetivo de construir um aplicativo de rede social educativo, através do qual os usuários podiam ensinar e aprender diferentes assuntos através de vídeos curtos de três a cinco minutos.
Depois de ter investidores financeiros, o aplicado levou cerca de 6 meses para ser construído. No entanto, uma vez lançado, esta plataforma de auto-aprendizagem online não obteve reação suficiente e o conteúdo produzido não foi atraente ao público. Com algum dinheiro deixado do investimento original, Zhu e Yang começaram a procurar novas ideias. Eles decidiram mudar seu foco para a indústria do entretenimento, visando o mercado adolescente dos Estados Unidos. A ideia principal era criar uma plataforma que incorporasse música e vídeo em uma rede social. A primeira versão do Musical.ly foi lançada em agosto de 2014.
Em 24 de julho de 2016, durante a VidCon, a Musical.ly lançou oficialmente o Live.ly, sua nova plataforma de streaming de vídeo ao vivo. Embora fosse pretendido ser um lançamento macio, porque nenhum marketing adicional tinha sido feito para este produto novo, o live.ly chegou a ser o aplicativo mais baixado na App Store dentro de 3 dias.
No final de 2017, o aplicativo foi vendido para a empresa chinesa Bytedance Technology por US$ 800 milhões.E em 2018 o nome do aplicativo foi atualizado para TikTok.

## Recepção
Em 28 de janeiro de 2016, a Business Insider lançou uma pesquisa, na qual "10 dos 60 [adolescentes entrevistados] listaram musicalmente como o aplicativo que mais se entusiasmou".

### Usuários notáveis
Usuários ativos com altas taxas de popularidade recebiam coroas. Alguns usuários da plataforma ganharam fama não só dentro do Musical.ly, mas também fora do aplicativo. Baby Ariel, que em janeiro de 2017 possuía 15 milhões de seguidores, é um dos usuários que ganharam grande atenção da mídia. Em abril de 2016, ela foi entrevistada ao vivo no Good Morning America. Mackenzie Ziegler e Maddie Ziegler também tornaram-se famosos.
Jacob Sartorius, que nos últimos meses se tornou um influenciador da mídia social, promoveu seu primeiro single "Sweatshirt" na Musical.ly, após o hit alcançar o número 10 na iTunes Store. Em junho de 2016, havia sido relatado que Sartorius tinha assinado com a United Talent Agency. Loren Gray Beech também é outro influenciador da mídia social que começou na Musical.ly.
O aplicativo reúne mais de 200 milhões de usuários no mundo. A lista abaixo contém as 5 contas com maior número de seguidores na plataforma (em 7 de março de 2018).
| Rank | Nome de usuário | Proprietário    | Seguidores (em milhões) | País           |
| ---- | --------------- | --------------- | ----------------------- | -------------- |
| 1    | @musical.ly     | Musical.ly      | 29.4                    | China          |
| 2    | @lisaandlena    | Lisa e Lena     | 27.0                    | Alemanha       |
| 3    | @babyariel      | Baby Ariel      | 24.5                    | Estados Unidos |
| 4    | @lorengray      | Loren Gray      | 23.5                    | Estados Unidos |
| 5    | @kristenhancher | Kristen Hancher | 19.9                    | Canadá         |

### Celebridades usuárias
Artistas como Ariana Grande, Demi Lovato, Andra Day, Selena Gomez, Shakira, Daddy Yankee, Bebe Rexha, Krewella, Brendon Urie e Meghan Trainor usaram o app para promover seus singles mais recentes. Em 2016, Jason Derulo lançou o vídeo de seu single "If It Is not Love" no Musical.ly. Muitas outras celebridades se juntaram à plataforma, incluindo Paris Hilton, Fetty Wap, Shaquille O'Neal, Adam Lambert e Gnash. No Brasil, conta com usuários como Preta Gil, Anitta, Hugo Gloss e Claudia Leitte.

## Características
Musicalmente, os usuários podem gravar vídeos de 15 segundos a um minuto; Uma vez que a gravação foi feita, podem ser adicionadas canções e sons. A plataforma também permite a edição, através de 12 filtros predefinidos e efeitos que permitem alterar a velocidade ou inverter o movimento da gravação. Além disso, o Musical.ly tem um recurso para criar vídeos mais curtos, chamados "momentos ao vivo". Os usuários dessa plataforma também podem reutilizar sons criados por outros usuários.
Outras formas em que os usuários podem interagir uns com os outros é a opção chamada "fan forever", através do qual os músicos podem selecionar determinados seguidores que podem participar de duetos com eles. Os usuários também podem enviar mensagens privadas para seus amigos usando o recurso direct.ly.

### Tendências musicais
A estrutura da Musical.ly permite a disseminação viral das tendências em toda a plataforma. As hashtags que são populares nesta rede social geralmente fazem referência a cultura pop e tendências entre o mundo da internet. Devido ao seu uso maciço, um grande número de eventos lançados dentro do aplicativo tornaram-se eventos globais, especialmente entre os adolescentes. Uma das campanhas mais notáveis lançadas pela musical.ly foi o "não julgue desafio", que se tornou enorme dentro da plataforma, como milhões de adolescentes em todo o mundo participaram.